# Voskovka hnědožlutá
Voskovka hnědožlutá (Hygrocybe spadicea), jinak také voskovka osmahlá či šťavnatka osmahlá, je velmi vzácný druh houby z čeledi šťavnatkovité (Hygrophoraceae). V Červeném seznamu hub České republiky je druh uveden jako kriticky ohrožený.

## Znaky
Klobouk do šířky dorůstá 3–8 cm, v mládí kuželovitý se postupně plošně rozprostírá, přičemž vyniká středový hrbolek. Pokožka je průsvitná, suchá, ve vlhku slizká, radiálně vláknitá, u starších plodnic se často u okrajů trhá, barvu má hnědou, se žlutým, olivovým až černým nádechem.
Lupeny jsou žluté až oranžové, tlusté, ostří je zpravidla světlejší než zbytek lupenu, u třeně jsou volné, na klobouku jsou řídce uspořádané.Výtrusný prach je bílý.
Třeň je 3–12 cm vysoký, křehký, vatovitě vycpaný až dutý, válcovitý, někdy z boku zploštělý, výrazně podélně vláknitý, žlutý až žlutohnědý, báze je zúžená.
Dužnina je křehká, žlutá, s mírnou vůní i chutí.

## Užití
Jedlá houba.

## Ekologie
V letních a podzimních měsících roste tato houba solitérně či ve skupinách na zásaditých, suchých, nehnojených travnatých plochách, kupříkladu v sadech, na trávnících, loukách či stráních.

## Rozšíření
Druh je rozšířen v oblastech Evropy a Severní Ameriky.

## Galerie

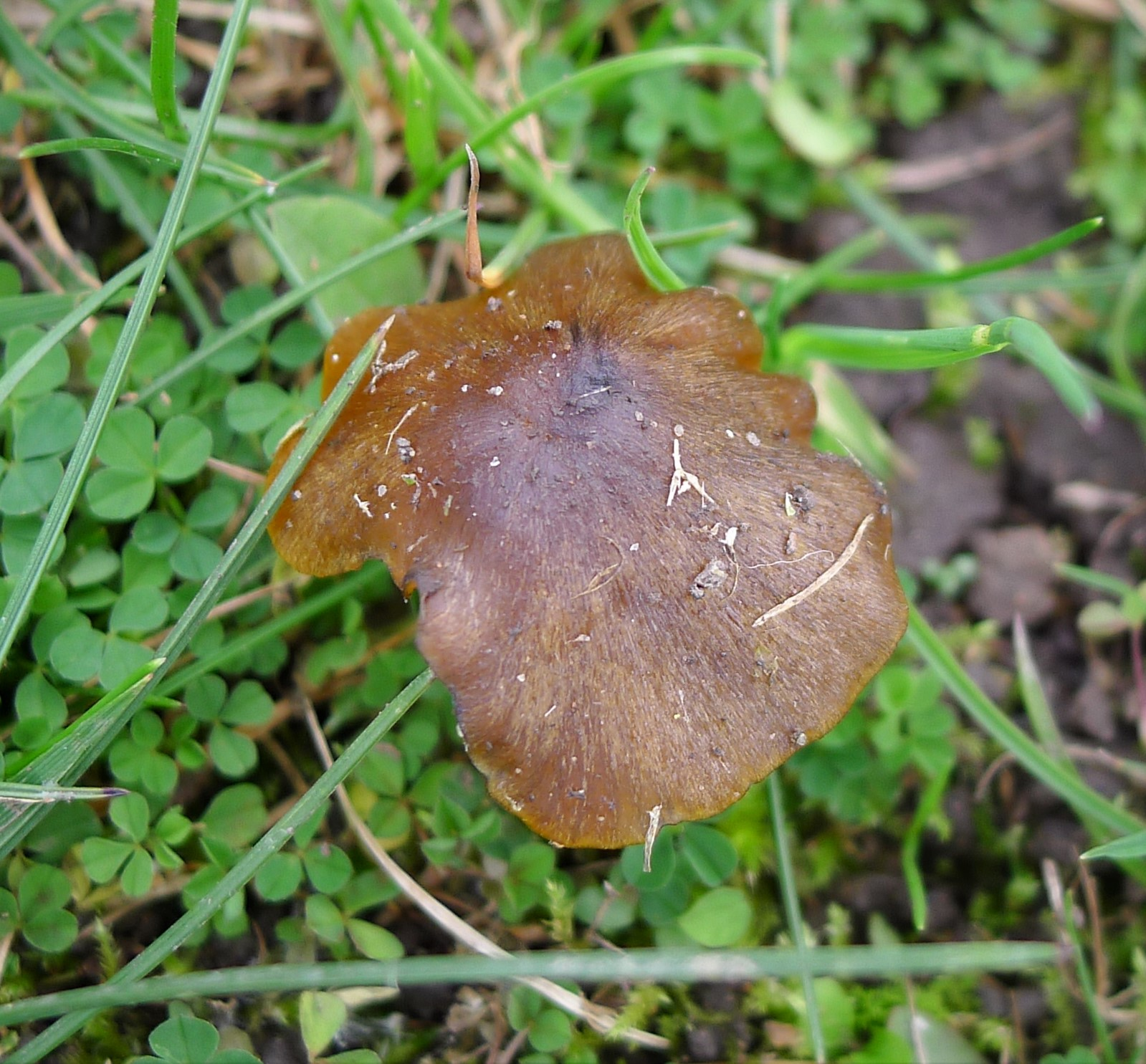
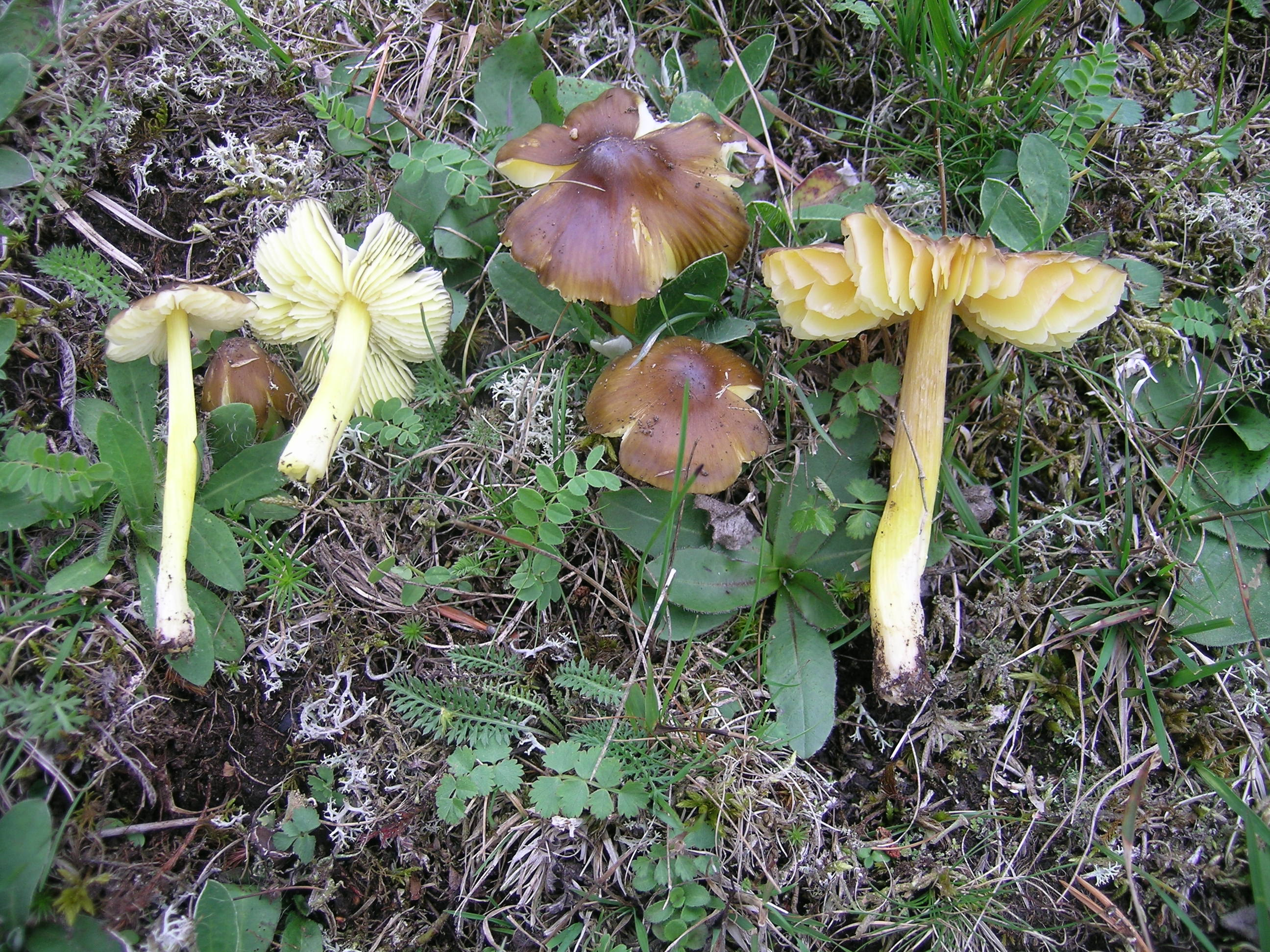
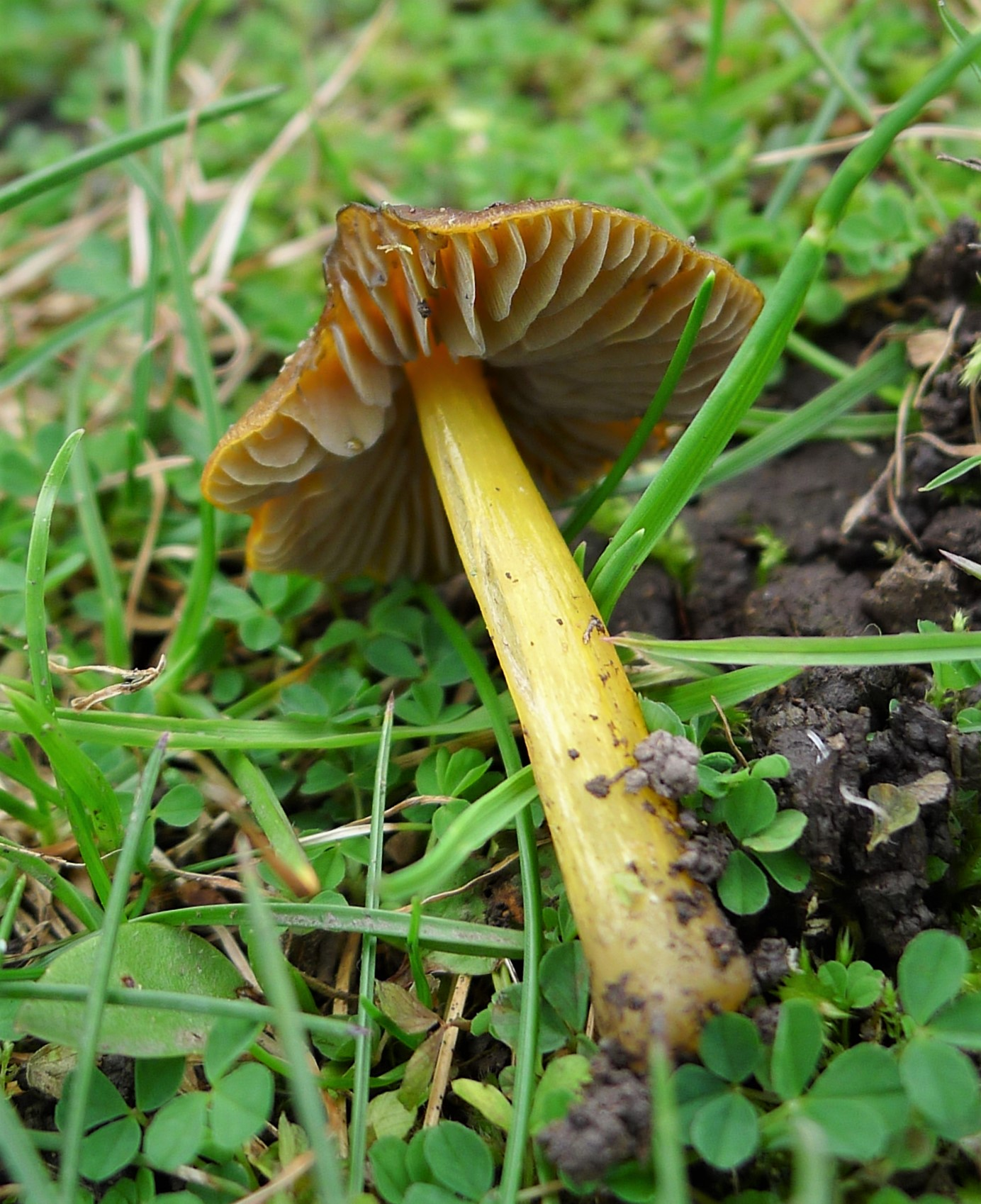

## Možnost záměny
- Voskovka stálá (Hygrocybe persistens)
- Šťavnatka pomrazka (Hygrophorus hypothejus)
- Voskovka kuželovitá (Hygrocybe conica)